# Acanthoplesiops indicus
 Acanthoplesiops indicus és una espècie de peix de la família Plesiopidae i de l'ordre dels perciformes.

## Morfologia
Els mascles poden assolir els 5 cm de longitud total.

## Distribució geogràfica
Es troba des de Kenya fins a KwaZulu-Natal (Sud-àfrica), i des de les Seychelles fins a Oman i l'Índia.